# Himmerlands reningsverk

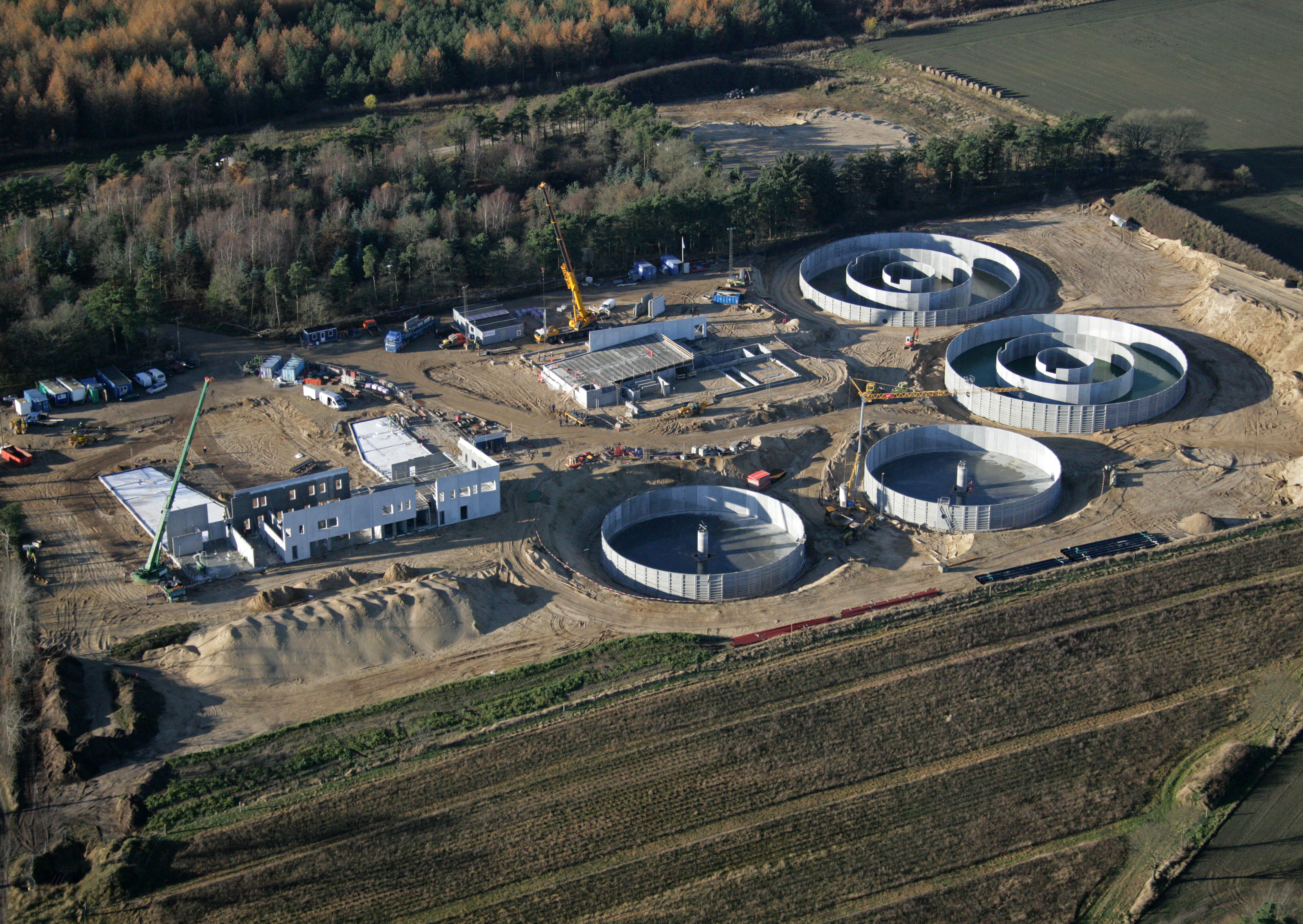
Himmerlands reningsverket byggs i november 2012

Himmerlands reningsverk är ett avloppsreningsverk norr om Hadsund på norra Jylland i Danmark. Det kommunalt ägda företaget Mariagerfjord Vand A/S började bygga verket i mars 2012. Det kommer att ersätta 10 befintliga reningsverk i Mariagerfjord kommun bland andra de i Astrup, Tisted, Glerup, Als Odde och Hadsund. Hobro reningsverk avvecklas senast 2018. Det nya verket har en yta av cirka 7,5 hektar för reningsanläggningen och administrationsbyggnad. Byggnaden består av cirka 900 m² kontor, mötesrum och välfärdsinrättningar och workshops samt lager med mera cirka 1 100 m².
Det är första gången sedan mitten av 1900-talet som ett så stort reningsverk anläggs i Danmark. Verket togs i drift i november 2013.